# Mieczysław Kuczyński
Mieczysław Kuczyński (ur. 1943 w Warszawie) – polski koszykarz, reprezentant kraju, mistrz Polski z 1966, po zakończeniu kariery zawodniczej trener koszykarski klubów pruszkowskich.
Znajdował się w składzie Legii Warszawa, kiedy ta podejmowała gwiazdy NBA – 4 maja 1964. W zespole All-Stars znajdowali się wtedy: Bill Russell, Bob Pettit, Oscar Robertson, Tom Heinsohn, Jerry Lucas, Tom Gola, Bob Cousy, K.C. Jones, czyli dziś sami członkowie Galerii Sław Koszykówki. Na parkiet nie wszedł, ponieważ Legia przez cały mecz grała tylko składem podstawowym (Janusz Wichowski, Jerzy Piskun, Andrzej Pstrokoński, Tadeusz Suski, Stanisław Olejniczak). Drużyna z Warszawy przegrała to spotkanie 76-96. Różnica punktów okazała się najniższą spośród wszystkich pięciu drużyn, które rywalizowały z NBA All-Stars.

## Osiągnięcia

### Zawodnicze
- Mistrz Polski (1966)
- Uczestnik rozgrywek Pucharu Europy Mistrzów Krajowych (1963–1964 – TOP 8, 1966/1977 – II runda)
- Uczestnik spotkania z gwiazdami NBA (1964)

### Trenerskie
Seniorskie
- 7. miejsc w PLK (1996)
- Awans do II ligi (obecnie to I liga – 1974 jako asystent)

Młodzież
- Mistrzostwo:
  - Polski kadetów (1974)
  - strefowe (1983, 1985)
- Wicemistrzostwo:
  - Polski ZSZ (1968 jako asystent)
  - igrzysk młodzieży szkolnej (1972)
  - Ogólnopolskiej Spartakiady Młodzieży (1987)
- Brąz:
  - mistrzostw Polski ZSZ (1969 jako asystent)
  - Ogólnopolskiej Spartakiady Młodzieży (1980)
- Uczestnik igrzysk młodzieży szkolnej (1970 – 9. miejsce)